# Ipogammaglobulinemia transitoria dell'infanzia
Per  ipogammaglobulinemia transitoria dell'infanzia  in campo medico si intende un difetto patologico riguardante la maturazione dell'anticorpopoiesi, dove avviene con innaturale ritardo rispetto al normale processo fisiologico

## Epidemiologia
Colpisce in età infantile, nei bambini di circa 3-7 mesi.

## Sintomatologia
A volte si mostra senza sintomi apparenti, altre con manifestazioni a carico delle vie respiratorie.

## Eziologia
La causa è sconosciuta anche se si sospetta un fattore genetico.

## Diagnosi
Il dosaggio continuo IgG, IgA, IgM nel siero con valutazione del conteggio dei linfociti B circolanti, i valori dei primi tendono a diagnosticare la patologia il secondo per escludere le agammaglobulinemie.

## Terapia
Non sempre necessaria, si somministrano antibiotici e solo in casi gravi si utilizza la terapia sostitutiva con Ig

## Prognosi
La prognosi è ottima, in quanto il difetto di base va scomparendo con il passare del tempo.